# Aurica Bărăscu
Aurica Bărăscu (nacida Aurica Chiriță, Nicorești, 21 de septiembre de 1974) es una deportista rumana que compitió en remo.
Participó en los Juegos Olímpicos de Verano, obteniendo una medalla de oro en Atenas 2004, en la prueba de ocho con timonel.
Ganó cinco medallas en el Campeonato Mundial de Remo entre los años 1999 y 2007, y una medalla de oro en el Campeonato Europeo de Remo de 2007.

## Palmarés internacional
| Juegos Olímpicos   | Juegos Olímpicos        | Juegos Olímpicos  | Juegos Olímpicos   |
| Año                | Lugar                   | Medalla           | Prueba             |
| ------------------ | ----------------------- | ----------------- | ------------------ |
| 2004               | Atenas (Grecia)         | Medalla de oro    | Ocho con timonel   |
| Campeonato Mundial |                         |                   |                    |
| Año                | Lugar                   | Medalla           | Prueba             |
| 1999               | St. Catharines (Canadá) | Medalla de oro    | Ocho con timonel   |
| 2000               | Zagreb (Croacia)        | Medalla de bronce | Cuatro sin timonel |
| 2001               | Lucerna (Suiza)         | Medalla de plata  | Ocho con timonel   |
| 2003               | Milán (Italia)          | Medalla de plata  | Ocho con timonel   |
| 2007               | Múnich (Alemania)       | Medalla de plata  | Ocho con timonel   |
| Campeonato Europeo |                         |                   |                    |
| Año                | Lugar                   | Medalla           | Prueba             |
| 2007               | Poznań (Polonia)        | Medalla de oro    | Ocho con timonel   |